# Amelia Maughan
Amelia Maughan (ur. 16 maja 1996 w Hammersmith) – brytyjska pływaczka specjalizująca się głównie w stylu dowolnym.

## Życiorys
Amelia Maughan urodziła się 16 maja 1996 w Hammersmith w Anglii. Swoją karierę sportową jako pływaczka rozpoczęła w 2011 roku w wieku 15 lat, występując po raz pierwszy na Mistrzostwach Europy Juniorów w Pływaniu w Belgradzie w Serbii, zdobywając srebrny medal w sztafecie 4×100 metrów stylem dowolnym razem ze Siobhan-Marie O’Connor, Chloe Tutton i Jessicą Lloyd z czasem 3:46.42 sek.
Rok później po raz kolejny wystąpiła na Mistrzostwach Europy Juniorów w Pływaniu w Antwerpii w Belgii, zdobywając srebrny medal w sztafecie 4×100 metrów stylem dowolnym razem z Grace Vertigans, Harriet Cooper i Chloe Tutton z czasem 3:45.18 sek.
Dwa lata później Maughan wystartowała na Igrzyskach Wspólnoty Narodów w Glasgow w Szkocji jako reprezentantka Anglii, zdobywając brązowy medal w sztafecie 4×200 metrów stylem dowolnym razem z Jess Lloyd, Aimee Willmott i Rebeccą Turner z czasem 8:02.64 sek.